# Боровской (Шарьинский район)
Боровской — посёлок в составе Шангского сельского поселения Шарьинского района Костромской области России.

## История
В 1966 г. указом президиума ВС РСФСР поселок льнозавода переименован в Боровской.

## Население
| 2008 | 2010 | 2014 |
| ---- | ---- | ---- |
| 29   | →29  | ↗30  |